# William Manchester
William Raymond Manchester (1er avril 1922 – 1er juin 2004) est un historien américain et un biographe connu comme auteur de 18 best-sellers traduits dans 20 langues.

## Ouvrages traduits en français
- Les Rockefeller (titre original : A Rockefeller Family Portrait) (1959).
- La Splendeur et le Rêve. Histoire de l'Amérique contemporaine, t. 1, L'Amérique de Roosevelt, 1932-1950 (titre original : The Glory and the Dream) (1973, 1974).
- La Splendeur et le Rêve. Histoire de l'Amérique contemporaine, t. 2, Le dialogue avec l'Univers, 1951-1972 (titre original : The Glory and the Dream) (1974).
- Mort d'un président : 25 novembre 1963 (titre original : The Death of a President) (1967). L'ouvrage est une commande de Jacqueline et Robert Kennedy.
- Les Armes de Krupp (titre original : The Arms of Krupp) (1968).
- Rêves de gloire : 1874-1932, Paris, Robert Laffont, 1985 (titre original : The Last Lion: Winston Spencer Churchill: Visions of Glory, 1874–1932) (1983)
- L'épreuve de la solitude : 1932-1940, Paris, Robert Laffont, 1990 (titre original :  The Last Lion: Winston Spencer Churchill: Alone 1932–1940) (1988)